# 4273 Dunhuang
A 4273 Dunhuang (ideiglenes jelöléssel 1978 UU1) a Naprendszer kisbolygóövében található aszteroida. A Bíbor-hegyi Obszervatórium fedezte fel 1978. október 29-én.